# Бушевець (Тверська область)
Бушевець (рос. Бушевец) — присілок в Бологовському районі Тверської області Російської Федерації.
Населення становить 26 осіб. Входить до складу муніципального утворення місто Бологе.

## Історія
Від 2005 року входить до складу муніципального утворення місто Бологе.

## Населення
| 2010 |
| ---- |
| 26   |